# Gauribidanur
Gauribidanur (en canarés: ಗೌರಿಬಿದನೂರು ) es una ciudad de la India en el distrito de Kolar, estado de Karnataka.

## Geografía
Se encuentra a una altitud de 691 m s. n. m. a 80 km de la capital estatal, Bangalore, en la zona horaria UTC +5:30.

## Demografía
Según estimación 2011 contaba con una población de 34 800 habitantes.